# Poblado Morelos
Poblado Morelos är en ort i Mexiko.   Den ligger i kommunen San Pablo Etla och delstaten Oaxaca, i den sydöstra delen av landet, 400 km sydost om huvudstaden Mexico City. Poblado Morelos ligger 1 618 meter över havet och antalet invånare är 616.
Terrängen runt Poblado Morelos är varierad. Runt Poblado Morelos är det mycket tätbefolkat, med 2 431 invånare per kvadratkilometer. Närmaste större samhälle är Oaxaca de Juárez, 11,0 km sydost om Poblado Morelos. Omgivningarna runt Poblado Morelos är en mosaik av jordbruksmark och naturlig växtlighet.